# گبا (داغستان)
گبا (به لاتین: Geba) یک منطقهٔ مسکونی در روسیه است که در شهرستان آگولسکی واقع شده‌است.